# La Villeneuve (Grenoble)
Pour les articles homonymes, voir La Villeneuve.
La Villeneuve est un grand ensemble d'urbanisation situé dans le sud de Grenoble réalisé par l’atelier d'urbanisme et d'architecture (AUA) entre 1970 et 1983. Cet ensemble regroupe plusieurs quartiers situés sur la commune de Grenoble et d’Échirolles, parmi lesquels le Village Olympique, conçu par l'architecte Maurice Novarina, l'emblématique quartier de l'Arlequin et le quartier des Baladins distribués autour d'un espace central : Grand'Place.
Villeneuve est la plus importante opération d’urbanisme qu’ait connu l'agglomération de Grenoble. C'est aussi celle qui aura suscité le plus d’intérêt et de polémique. Imaginée par la coalition municipale d'Hubert Dubedout, et les groupes d'action municipale (GAM) dans le sillage du Parti Socialiste Unifié (PSU), cette opération a été très médiatisée dans les années 1970, jusqu'à devenir un symbole de l'architecture post-68, où se sont déroulées de nombreuses expérimentations sociales à travers un projet d'éducation nouvelle et la création d'équipement intégré.
Cet ensemble classé label patrimoine du XXe siècle fait l'objet d'un projet de rénovation urbaine signé le 3 juillet 2008 et mené par l'architecte Yves Lion. Malgré les nombreuses protestations des habitants, et leur organisation en "atelier populaire d'urbanisme", une partie de la rénovation urbaine a été réalisée, aboutissant à la démolition du 50, Galerie de l'Arlequin. 
En 2010, des incidents ont provoqué un dispositif sécuritaire très médiatisé entraînant le discours de Grenoble de Nicolas Sarkozy. 
De nombreux artistes, militants, intellectuels ont travaillé, filmé, peint ou écrit sur la Villeneuve, dont Sergio Ferro, Jean-Luc Godard, Gilles Lipovetsky, Kateb Yacine, Ernest Pignon-Ernest, les Malassis, Jean Verlhac, Guy de Rougemont, Henri Ciriani, Michel Corajoud, Jo Briant et Jean-François Augoyard.

## Historique
Grenoble, dans les années 1960, connaît à la fois une expansion démographique exceptionnelle, un sous-équipement chronique et une nette situation d’enclavement. La construction anarchique correspond tellement mal à la demande que quelques milliers de logements en accession restent vides faute d’acquéreurs solvables alors qu’une demande égale en locatif reste insatisfaite.
Après plusieurs tentatives pour donner à l’agglomération un plan d’aménagement cohérent, l’État désigne Henry Bernard, grand prix de Rome, comme urbaniste ; mesure d’autant plus nécessaire que Grenoble vient d’être choisie comme ville d’accueil des Jeux olympiques d'hiver de 1968.
Simultanément, les villes de Grenoble et d’Échirolles, mitoyennes, décident de créer chacune une zone à urbaniser en priorité (ZUP) sur un vaste espace entre les deux communes occupé par l'aéroport de Grenoble-Mermoz. Chacune désigne un architecte en chef, Grenoble choisissant l’urbaniste chargé du plan d’aménagement de l’agglomération. Celui-ci remet ses projets début 1965.
Approuvés par l’État, ils sont rejetés par la commune d'Échirolles et l’opposition municipale à Grenoble.
Or les élections de mars 1965 reconduisent la municipalité d'Échirolles et amènent au pouvoir l’opposition grenobloise. De nouveaux projets deviennent possibles d’autant que se constitue rapidement un syndicat intercommunal pour l’étude des problèmes d’urbanisme (SIEPURG), groupant toutes les communes de l’agglomération, et qu’est mise en place une agence d’urbanisme, municipale puis d’agglomération.

### La Villeneuve dans l’agglomération

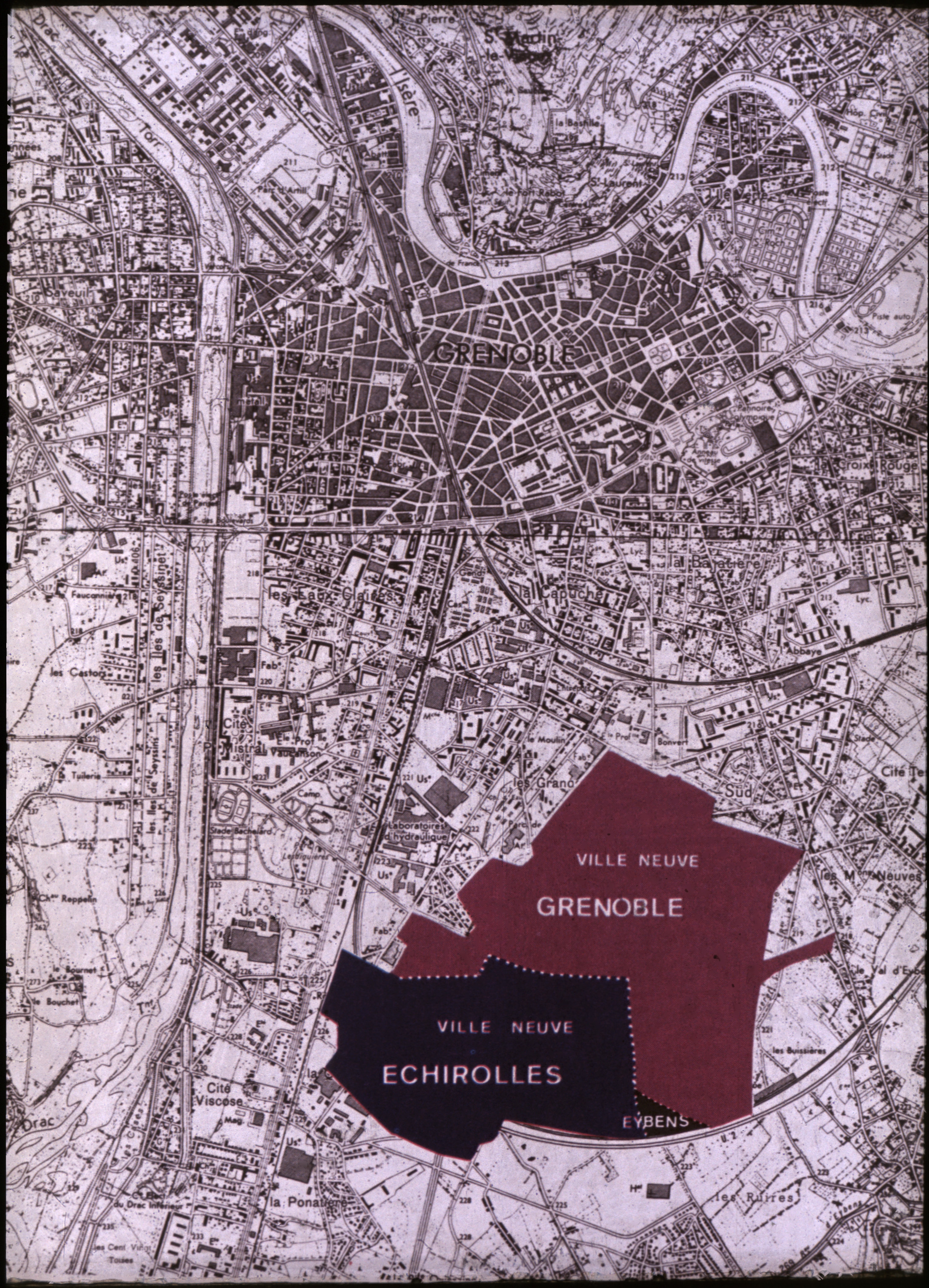
1965: Emprise foncière de la Villeneuve de Grenoble et d'Échirolles

Les deux municipalités de Grenoble et d’Échirolles décident d’étudier leurs deux ZUP dans le cadre du schéma directeur de l’agglomération et selon un plan d’aménagement commun, chacune se réservant de réaliser son opération en fonction de ses besoins propres.
L’esquisse d’aménagement des deux ZUP est approuvée par les deux communes en 1967. Cohérente avec le schéma directeur de l’agglomération, elle propose de créer, à la jonction des deux communes, une zone centrale destinée à accueillir :
- les équipements et services nécessaires à toute la partie sud de l’agglomération ;
- un centre secondaire destiné à accueillir également les grands équipements d’agglomération ne pouvant trouver leur place dans le centre-ville.

Sur chacune des deux communes, trois quartiers de deux mille logements chacun sont reliés à ce centre et accompagnés de zones d’activités.
Ces projets intègrent évidemment les dispositions prévues précédemment pour la bonne tenue des Jeux olympiques, dont le village d’accueil.

### Mise en place

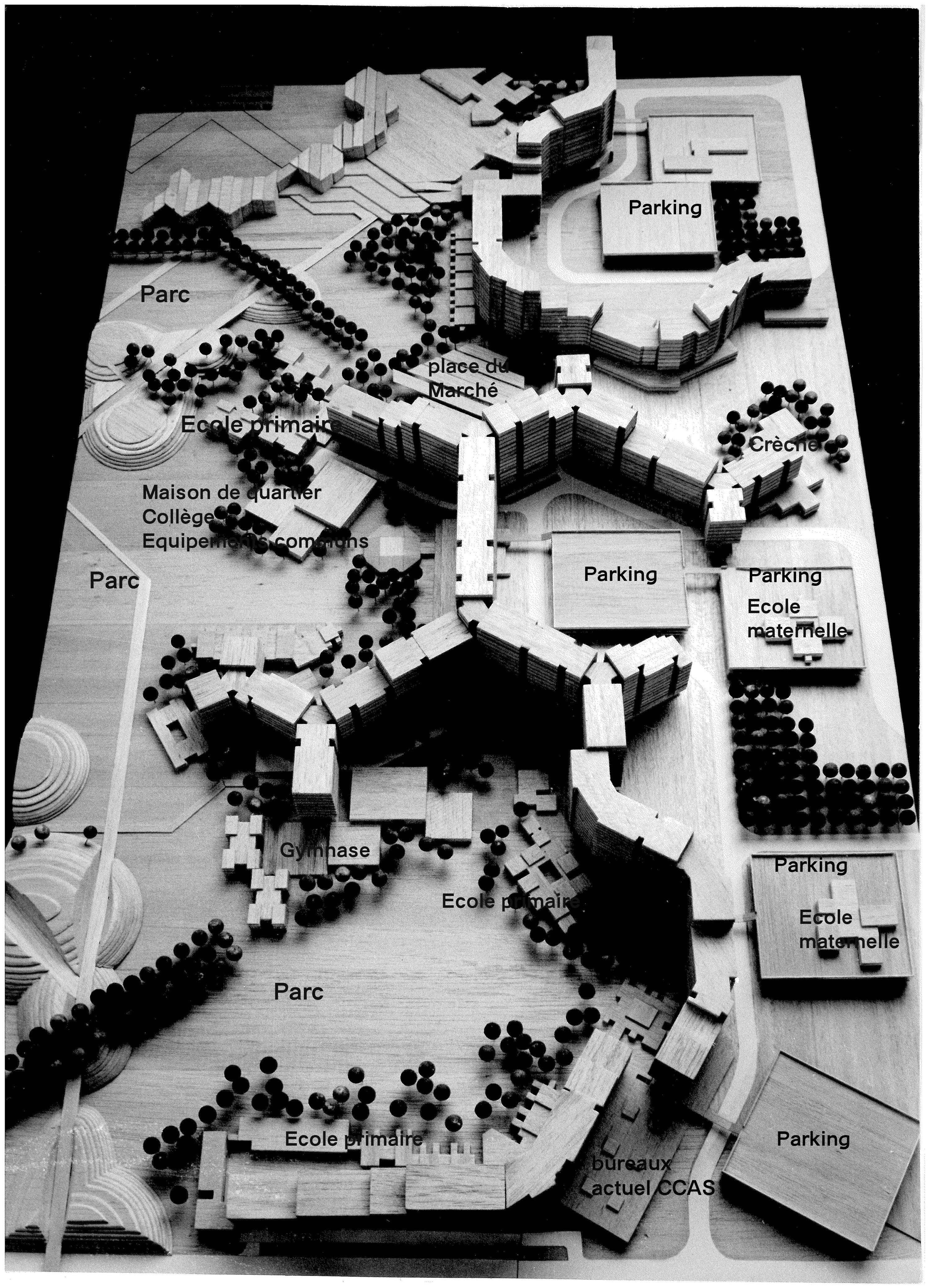
Maquette en bois de la galerie de l'Arlequin, La Villeneuve de Grenoble.

La municipalité de Grenoble, conduite par Hubert Dubedout, confie à l’agence d’urbanisme le programme de sa ZUP et à l’atelier d'urbanisme et d'architecture la partie architecturale.
Elle confirme la SADI (Société d’aménagement de l’Isère) comme aménageur ; puis précise ses objectifs :
- mixité des logements,
- simultanéité de mise en service des logements et d’une large gamme d’équipements publics,
- priorité aux transports en commun et aux cheminements piétons,
- création de zones d’emplois les plus intégrées possible aux quartiers et au centre, construction par tranche correspondant à la totalité d’un quartier,
- constitution sur place d’une équipe commune à tous les organismes impliqués dans les études et la réalisation : l’équipe Villeneuve[2].

### Choix du projet

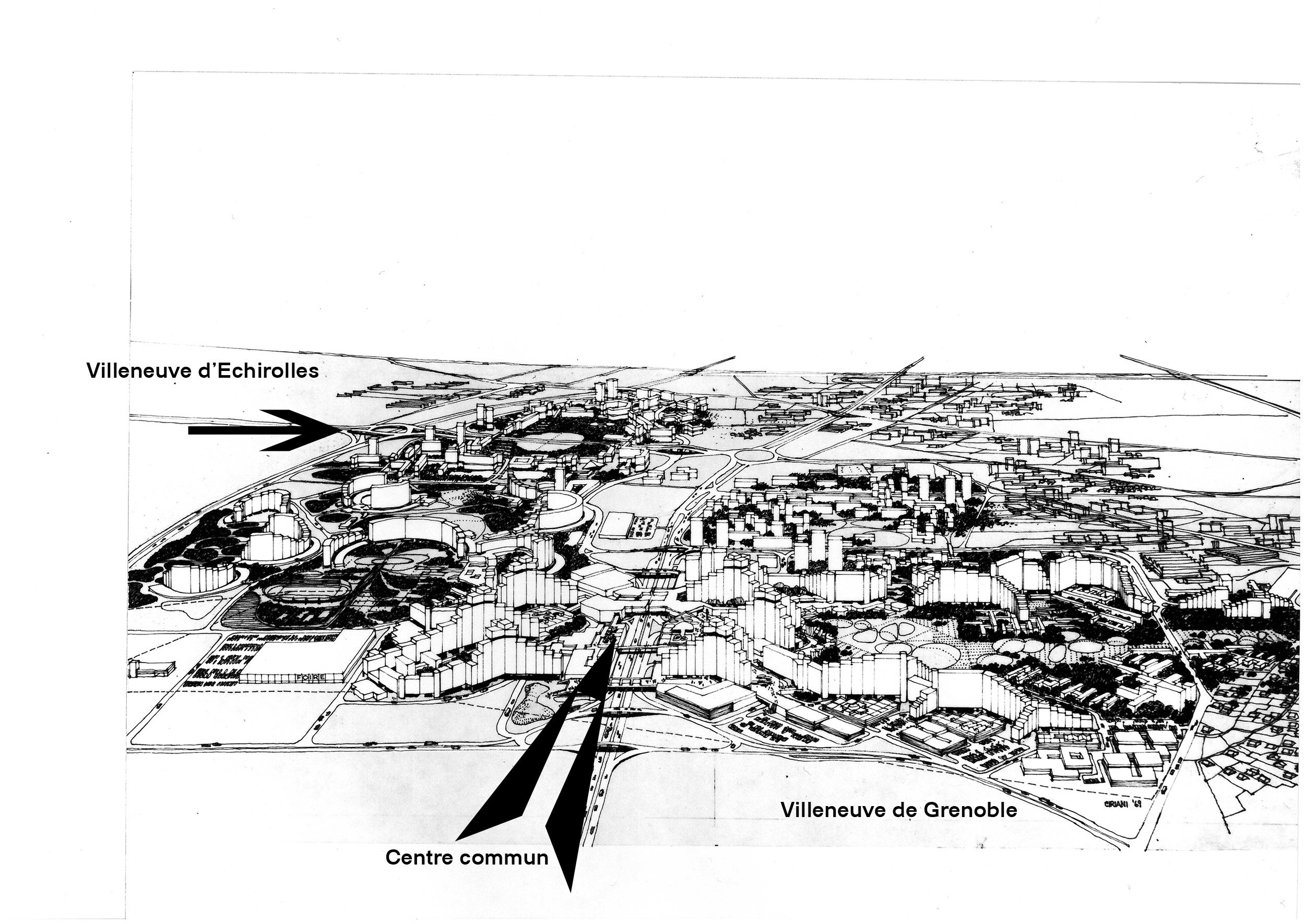
Croquis des Villeneuves de Grenoble et Echirolles reliées par un centre.

Fin 1967, le conseil municipal choisit, parmi trois projets d’urbanisme qui lui sont proposés, celui qui correspond le mieux à ses objectifs.
Au nord du « centre secondaire », deux quartiers constitués d’immeubles assez hauts pour dégager entre eux un grand parc, mais de hauteurs variables et formant un ensemble permettant de disposer du rez-de-chaussée pour une galerie piétonne reliant logements et équipements au centre.
Côté parc, les équipements collectifs, côté opposé les accès voitures et les transports en commun. Un troisième quartier est prévu à l’est du centre.
Chacun de ces quartiers est accompagné de petites zones d’accueil d’activités ou de services. Le « centre » lui-même est accessible côté Échirolles et côté Grenoble par les cheminements piétons issus des quartiers. Il accueille la gare des transports en commun qui longent les quartiers. Des parkings publics sont prévus sous la dalle piétonnière sur laquelle il est bâti.
Ce projet est approuvé par l’État au début de l'année 1968.

### Réalisation
À la suite du déroulement des Jeux olympiques à Grenoble, le stade olympique de Grenoble est démonté pour laisser place au premier projet qui prend le nom de galerie de l'Arlequin. Mis en chantier en 1970, ce quartier, appelé ainsi en référence à ses façades colorées, est habité en avril 1972, avec la moitié adjacente du parc Jean Verlhac et les équipements collectifs prévus. La répartition des logements est sensiblement conforme aux objectifs de mixité, mais son architecture innovante dans des logements accessibles par de longues coursives, souffre quelque peu d’un financement insuffisant.

#### Quartiers

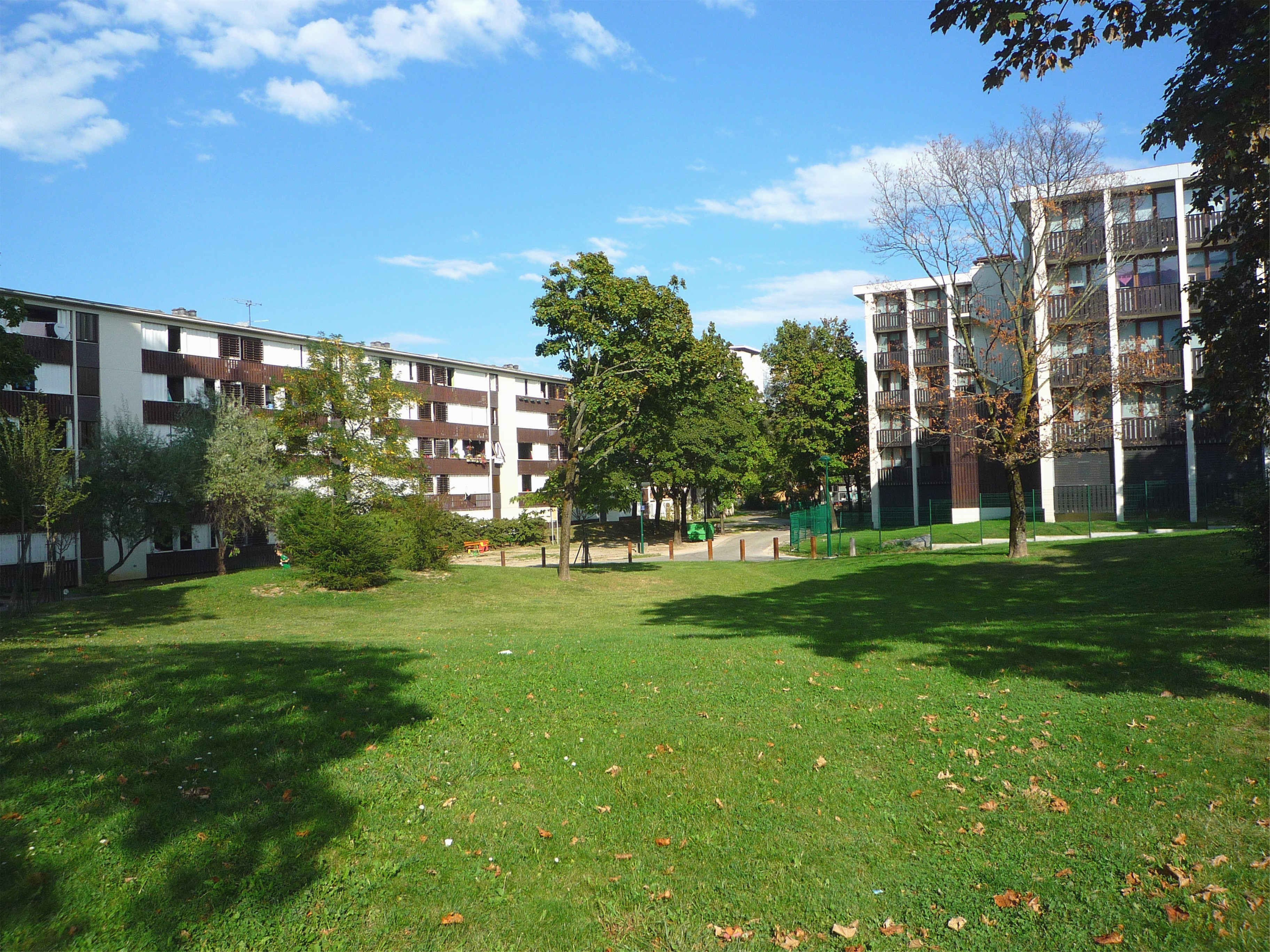
Village olympique

La première tranche du Centre secondaire de l’agglomération, commun aux deux ZUP de Grenoble et Échirolles, est mise en service en 1975 avec le centre commercial Grand'place, des bureaux et des équipements d’agglomération.
Le deuxième quartier, Les Baladins, est habité entre 1978 et 1981 en même temps que l’achèvement du parc. Si le schéma d’urbanisme est proche de celui de L'Arlequin, son architecture est plus diversifiée et son programme d’équipements tient compte des enseignements tirés du premier quartier.
Les zones d’activités accueillent progressivement activités de service et grandes entreprises de nouvelle technologie comme Bull.

#### Équipements publics

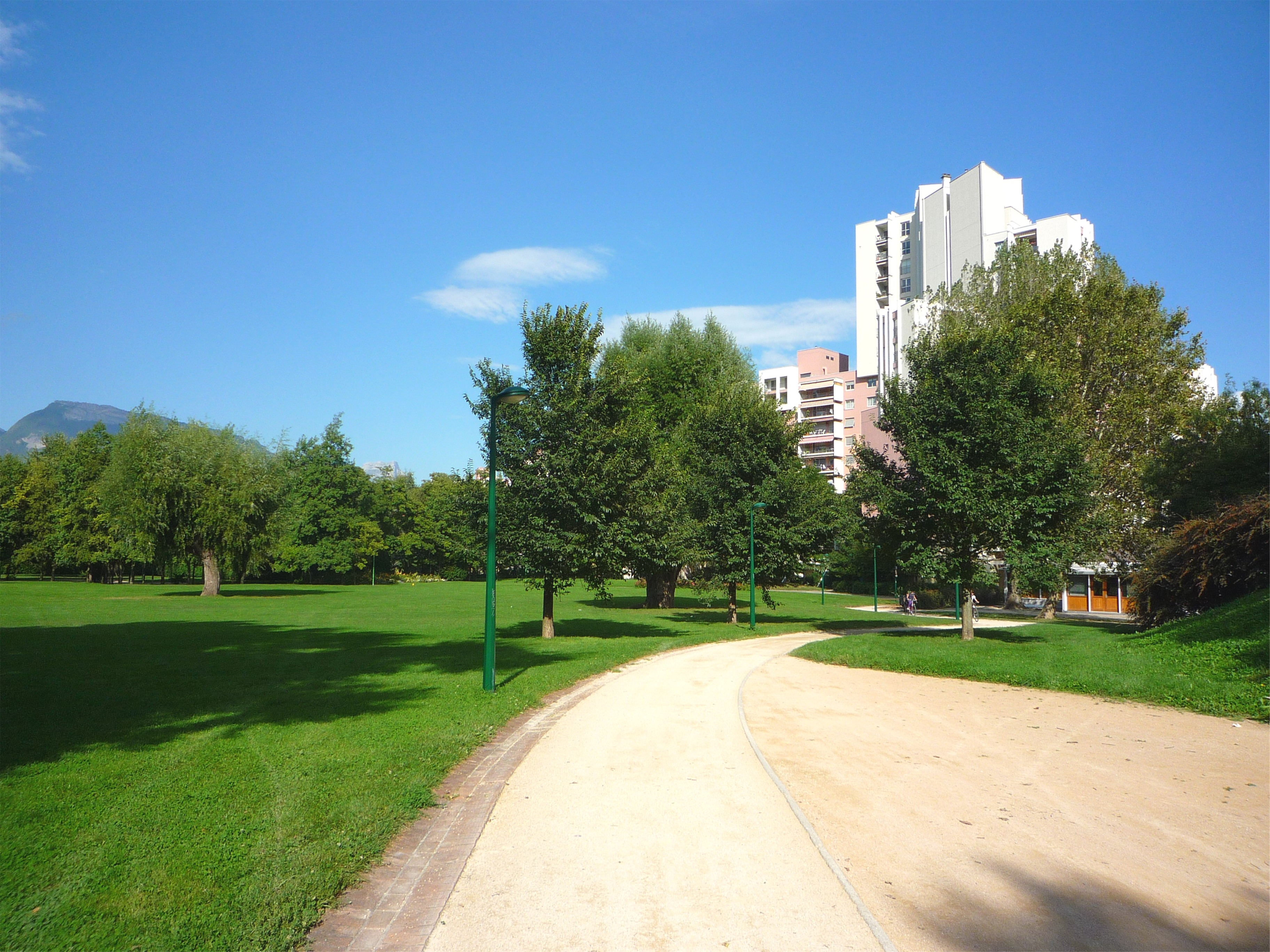
Parc Jean Verlhac.

L’équipe Villeneuve poursuit alors les études, en particulier pour les équipements publics de quartier selon les orientations municipales. Il s’agit des équipements correspondant aux besoins quotidiens des habitants au-delà des découpages par ministères financeurs, ce qui implique bientôt un arbitrage de la DATAR (Délégation à l’aménagement du territoire et à l’action régionale) et la création d'un « équipement intégré », chaque ministère versant sa participation à un ensemble commun, sans exiger une propriété spécifique de bâtiments.
L’objectif était en effet d’abord une série d’innovations dans les programmes des équipements éducatifs, de santé et autres, innovations qui n’étaient pas acceptés par chacun des ministères.
À L'Arlequin, le Centre d'éducation permanente et d'animation sociale et culturelle  regroupe dans un même équipement intégré un collège-maison de quartier avec une bibliothèque, une salle de spectacle (l'Espace 600), des salles de réunion, un centre audiovisuel, un centre social, des services, un restaurant self-service et des ateliers. Cette réalisation s'est fortement inspirée des community college britanniques. D'autres équipements existent dont cinq groupes scolaires primaire et maternelle, un centre mutualiste de santé, deux gymnases et une piscine, qui donnent sur le parc. Une zone d’activité de deux hectares borde l’ensemble au sud de l’École nationale supérieure d’architecture, achevée en 1976.
À partir de janvier 1974, l'équipe créé la Vidéogazette qui programme régulièrement sur le câble des émissions de radio et de télévision qui peuvent être reçues par 3000 logements.  Le contenu des programmes de télévision se répartit entre les émissions d'informations, élaborées aussi bien par les usagers que par l'équipe d'animation, les rediffusions d'émissions nationales, les débats, les films, les émissions de variétés, de jeux.

#### Art urbain
En 1967, un symposium international de sculpture est organisé à Grenoble dans le cadre du programme de préparation des Jeux olympiques. Selon Jacques Joly, cet évènement marque le retour des artistes sur la scène urbaine en France. À La Villeneuve, la municipalité souhaite associer des plasticiens à la conception de la galerie de L'Arlequin, non pas seulement pour la décoration mais à la conception même du volume.
Si Jean Dewasne fut contacté, cette tentative tourna court. La décoration sera finalement confiée à Henri Ciriani et à Huidobro, membres de l'AUA. En 2012, les esquisses de Ciriani pour La Villeneuve seront exposés à Beaubourg dans une salle consacrée au chromatisme. Cet échec explique la piètre qualité de la galerie de l'Arlequin, malgré ses nombreuses potentialités. En 1975, un travail de coloration et d'esthétique est confié au plasticien Guy de Rougemont considéré par Jacques Joly comme un rattrapage, une intervention ex-post très classique.
Finalement ce sera dans le quartier des Baladins que réussira l'articulation entre la dimension de l'art à la conception architecturale et urbanistique, avec la création par K. Schultze de sculptures en briques représentant des géants assis, couchés et désarticulés.
En 1975, un groupe de six artistes travaillant en coopérative, les Malassis réalisera une grande fresque peinte sur les murs du centre commercial de Grand'Place à partir de variations inspirés par le tableau de Géricault, Le Radeau de la Méduse. L'œuvre propose une critique de la société capitaliste dans ce haut lieu de la fonction marchande, les auteurs allant même jusqu'à signifier que « le radeau de la Méduse, c'est le naufrage de notre société de consommation »… L'œuvre provoqua un intense débat dans la presse locale. Elle fut recouverte en 2000 dans la plus profonde indifférence.

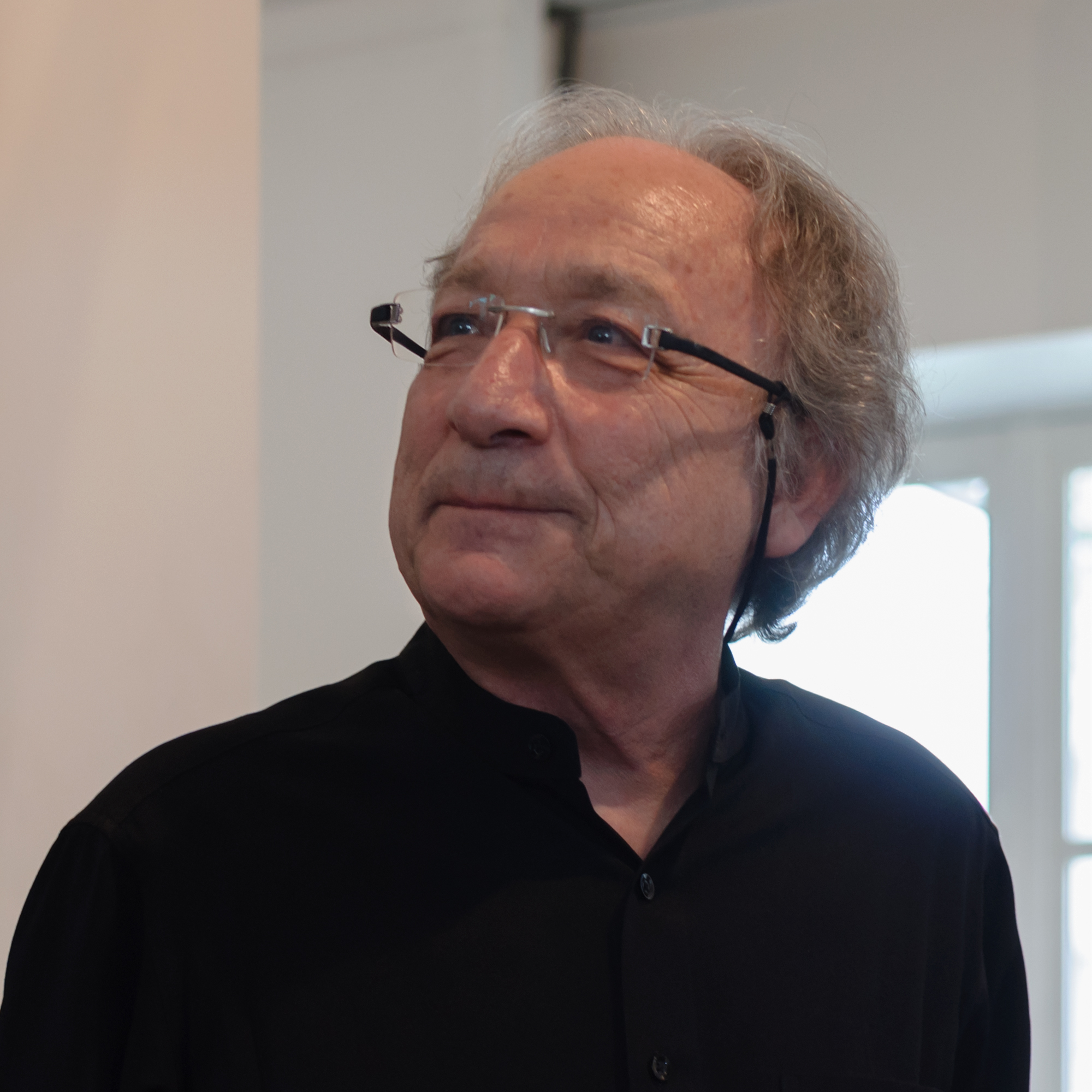
L'artiste Ernest Pignon-Ernest

Ernest Pignon-Ernest, considéré comme l'un des précurseurs de l'art urbain réalise une fresque sur la bourse du travail situé entre la galerie de L'Arlequin et Grand'Place. Cette fresque, dite de la Bourse du Travail, d'une hauteur de 5 mètres de haut sur 14 mètres de large, représente des reproductions d'affiches politiques et syndicales et sérigraphies. Elle est encore visible aujourd'hui, bien qu'ayant été dégradée pendant longtemps, elle a fait l'objet d'une restauration en 2016 après la reconstruction du mur sur lequel elle reposait.

### De 1983 aux années 2000

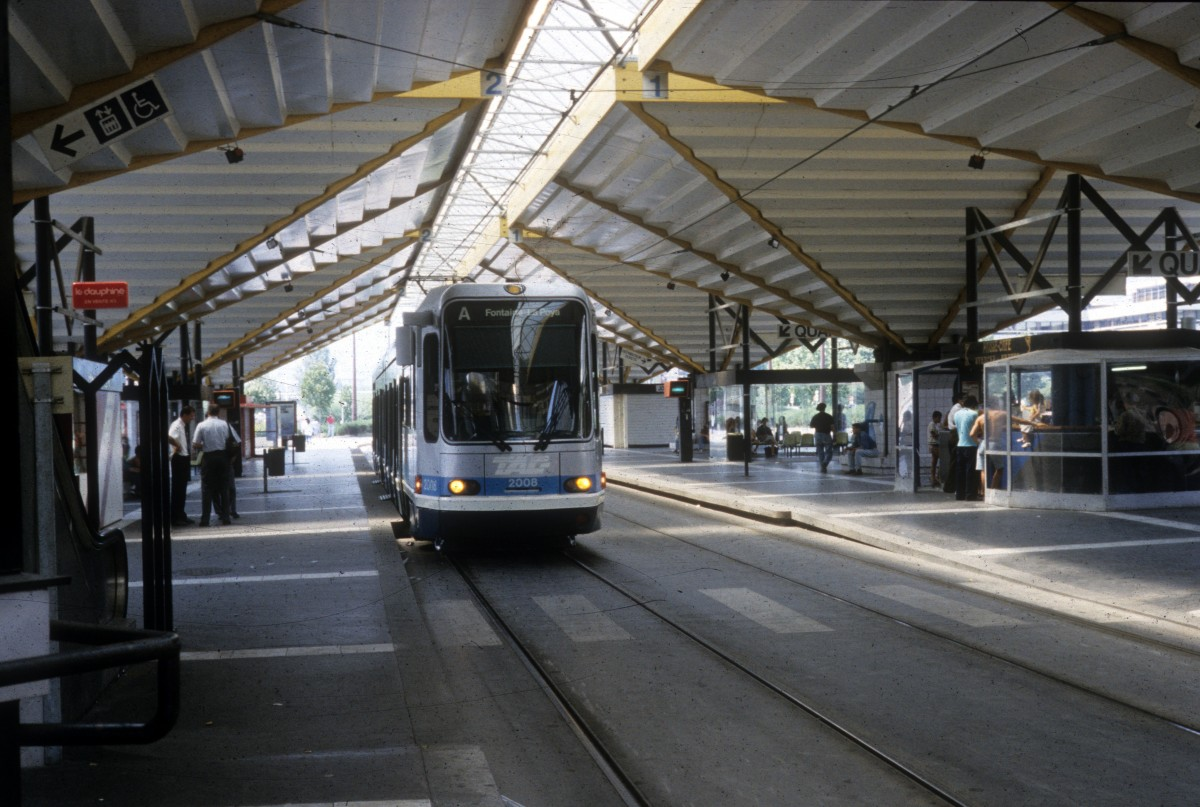
Station Grand Place (Ligne A du tramway de Grenoble

En 1983, la municipalité d'Union de la gauche n'est pas reconduite. La nouvelle équipe abandonne la construction du troisième quartier et modifie quelque peu le contenu des zones d'activités.
En 1987, la première ligne A de tramway de l’agglomération, prévue dès la fin des années 1970, remplace la ligne d’autobus n°15. Elle traverse La Villeneuve selon un axe nord-sud depuis la gare SNCF de Grenoble et le centre ancien de la ville, puis parvient au centre commercial Grand'Place, après deux arrêts desservant ce quartier (Bruyère et Arlequin).
En 1989, une charte d'objectif est signé avec l'État et la région Rhône-Alpes pour lancer une opération de développement social des quartiers. Quelques années plus tard le quartier est classé en zone d'éducation prioritaire. Pour la première fois, La Villeneuve est associée à un grand ensemble en difficulté.
Progressivement, dans les années 1990 et 2000, le centre se complète avec des bureaux et des équipements d’agglomération comme la patinoire Pôle Sud. Les anciennes zones industrielles, non comprises dans la ZUP, accueillent un nouveau quartier : Vigny Musset, achevant ainsi de souder La Villeneuve au tissu urbain résidentiel grenoblois.
Les municipalités successives d'Échirolles maintiennent leur programme et terminent le troisième quartier et les zones d’activités et de services au début des années 1980.

### Événements de juillet 2010
En juillet 2010, Karim Boudouda, habitant de La Villeneuve, est tué par la police après avoir braqué le casino d'Uriage le 16 juillet. Quelques heures après son décès, la police fait une perquisition chez le frère et la mère de l'homme abattu, sous escorte de la brigade anti-criminalité, et ne trouve rien.
La nuit suivante éclatent des émeutes qui impliquent une trentaine de personnes décidées à le venger. Plusieurs dizaines de voitures sont brûlées et la police et les émeutiers échangent des tirs à balles réelles à dix ou vingt reprises entre les jeunes et la police. Une lourde opération de police, relayée par les médias locaux et nationaux, est alors lancée à Arlequin Nord, déployant jusqu'à 300 hommes dont des brigades d'interventions spéciales du RAID et GIPN. Pendant plusieurs jours, La Villeneuve est isolée du reste de la ville, notamment en raison de l'arrêt de la circulation du tramway par des jeunes avec des cailloux. Les émeutes durent plusieurs nuits consécutives.
Les centres de santé ont recueilli de nombreux témoignages de traumatismes d'habitants du quartier qui « ont eu peur de la violence. Celle des jeunes du quartier. Celle du dispositif policier. Celle d’une escalade face à laquelle ils se sentent impuissants ». Le quartier ouvre, après six jours d'émeutes, une cellule de soutien post-traumatique.

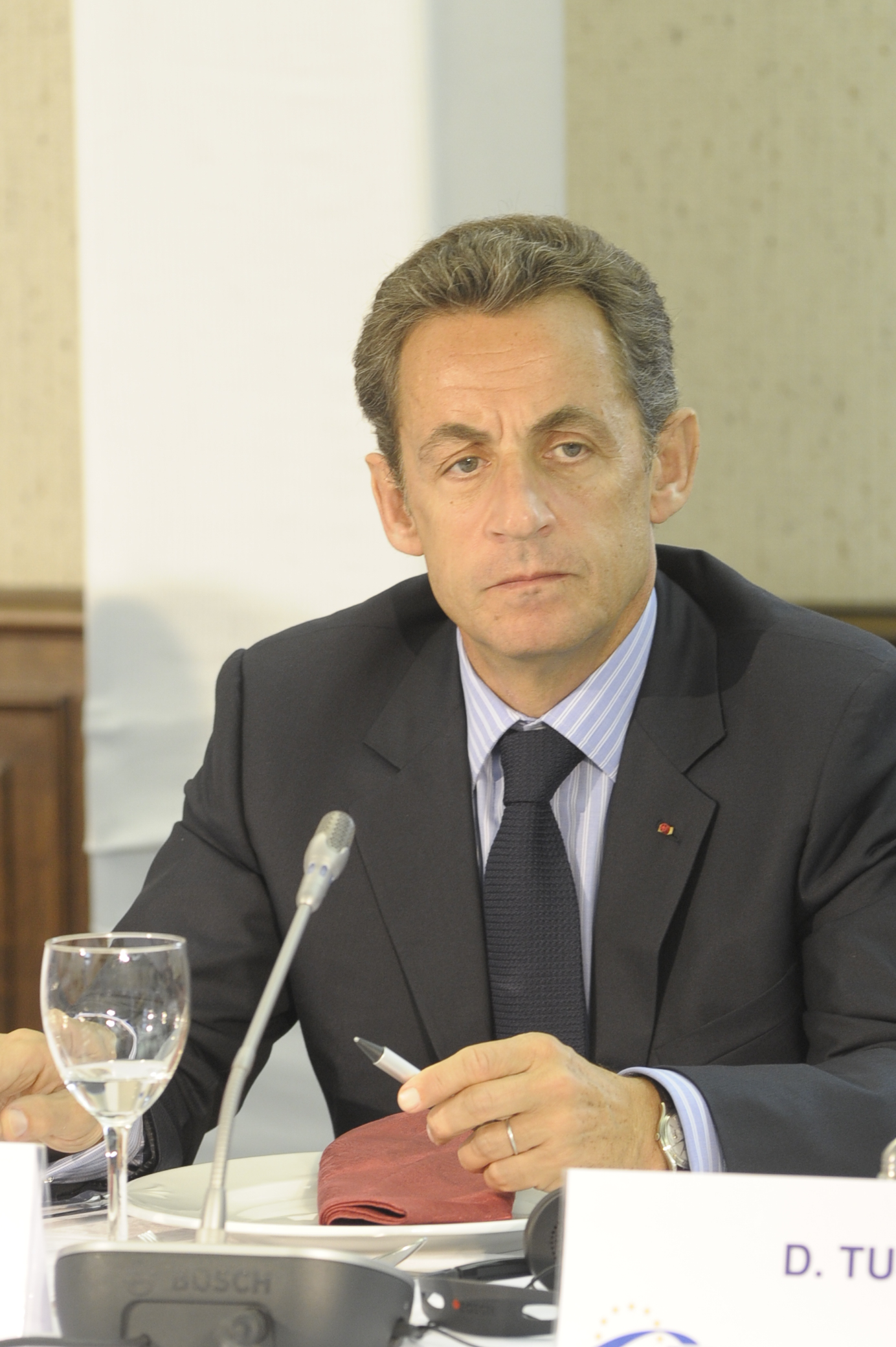
Nicolas Sarkozy en 2010

Le fait divers inspire en partie le « discours de Grenoble » très polémique du président de la République Nicolas Sarkozy, une allocution prononcée par le président de la République française le 30 juillet 2010, à Grenoble, lors de la prise de fonction du nouveau préfet de l'Isère, Éric Le Douaron.
À la suite des événements de juillet 2010 et du meurtre de deux jeunes adultes le 28 septembre 2012, La Villeneuve est classée zone de sécurité prioritaire et devient pour l'opinion publique un parangon des quartiers confrontés aux problèmes graves de délinquance et d'insécurité hors région parisienne,. La cité de L'Arlequin, notamment, serait devenue, selon le magazine Valeurs actuelles, « une forteresse pour les voyous » et un refuge pour les trafics de drogue hors de tout contrôle policier. De leur côté, certains riverains rapportent des insultes racistes et des actes brutaux des agents de police, avec une vie émaillée d'expulsions violentes depuis plusieurs années. Certains riverains expliquent la tension constante entre jeunes et forces de l'ordre par les abus policiers réguliers.
Des associations de La Villeneuve ont réagi par la création d'un collectif interassociatif, rebaptisé depuis « Villeneuve Debout ». Ce rassemblement est à l'origine de nombreux événements comme Les Quatre heures pour La Villeneuve, ou les contre discours de Grenoble. Par ailleurs, une expérimentation des méthodes du « community organizing » inspiré par Saul Alinsky se déroule en partie dans le quartier de La Villeneuve depuis septembre 2010.

### Rénovation urbaine
Selon le site de l'ANRU : « depuis le lancement du programme de rénovation urbaine, la politique de la ville porte une attention particulière au quartier de La Villeneuve à Grenoble. Après une phase de concertation avec les élus locaux, l’ANRU a signé en 2008 une convention de rénovation urbaine pour ce quartier prioritaire : 75 millions d’euros sont investis, dont 17,9 millions d’euros de l’ANRU ».

Construction d'un parking et démolition du 50 galerie de l'Arlequin en avril 2014

Initialement, des études sont réalisées avec le groupement Lacaton Vassal, Interland et Bazar Urbain qui indique la non-nécessité d'une démolition d'une partie de la galerie de L'Arlequin : « ne pas démolir pour éviter de détruire le système urbain qui, globalement, reste une alternative valide à l'ère du développement durable. Un regard tourné, vers ce qui fonctionne, vers le potentiel, vers la charge active contenue dans ces immeubles plutôt que leur face désenchantée [...]. La démolition n'est pas compatible avec la démarche proposée ». Toutefois, la mairie rompt le contrat avec ces groupements pour engager un travail avec Yves Lion. Cette fois-ci, le projet prévoit la démolition du 50 galerie de L'Arlequin, la démolition des silos, le déplacement du marché, la réhabilitation thermique de logements. Le projet du parking silo réalisé par les architectes Grudzinski et Poisay  (photo ci jointe) vient requalifier les espaces publics et crée un repère dans le quartier.
Dès lors, les habitants vont se mobiliser pour demander plus de concertation et refuser la démolition du 50, galerie de L'Arlequin. La plupart des associations du quartier ont pris position contre la démolition dont l'union de quartier, la CSF (Confédération Syndicale des Familles  de Grenoble) et le collectif interassociatif. Après l'élection de François Hollande et à l'occasion des 40 ans de La Villeneuve, les habitants rassemblés au sein du collectif "Vivre à La Villeneuve" écrivent à la ministre du logement et de l'égalité des territoires, Cécile Duflot, pour exiger une renégociation du projet de rénovation urbaine de La Villeneuve. Il s'appuie notamment sur sa déclaration d'investiture : « ce qui se fait pour les habitants, sans les habitants se fait le plus souvent contre eux », paraphrasant Nelson Mandela. Cette lettre ouverte va susciter plusieurs réactions au sein de la presse locale. Par exemple, à la veille des élections législatives, le premier adjoint de la ville de Grenoble dénonce une « manipulation politique ». Toutefois, la ministre annonce qu'elle « partage la volonté de concertation avec les habitants des quartiers dans le cadre du renouvellement urbain » et est très sensible aux projets d'ateliers populaires d'urbanisme portés par les habitants. Les travaux de démolition du 50 débutent en 2013.
En mars 2014, les grenoblois élisent une nouvelle coalition municipale écologiste, de gauche et citoyenne réunie autour du maire Éric Piolle qui annonce la "co-construction" du nouveau projet urbain avec les habitants. Pourtant, l'histoire se répète et les destructions (au 90 et 160 galerie de l'Arlequin) devraient se poursuivre sans tenir compte de l'avis des habitants,.